# Casa do Condestável
A Casa do Condestável está situada no Largo do Apoio em Barcelos.
A casa foi doada em 1427 por D. Nuno Álvares Pereira à sua amada Grácia Martins, ama do Segundo Conde de Bragança.

## Caraterísticas
Apresenta na fachada o brasão de armas dos Pereira.
Trata-se de um “edifício pequeno e baixo, de dois sobrados, de frontaria cuidada e com dois portais no andar térreo e duas janelas no 1.º andar”.
No centro da fachada está a pedra de armas dos Pereiras, provavelmente do primeiro quartel do século XV, a inscrição revivalista, em letra gótica, na qual diz "Casa do Condestável D. Nuno Álvares Pereira", foi mandada gravar entre as duas janelas, em 1931, pelo capitão Manuel de Freitas, então proprietário, e desenhada pelo major José Augusto Mancelos Sampayo.

## História
D. Nuno Álvares Pereira doou a referida casa “em 1427 à sua ‘boa comadre’ Grácia Martins, ama do seu neto, o duque de Bragança, D. Fernando (1403–1478)”.
A casa acabaria por chegar à propriedade de Doutor Pedro Esteves cujo ‘padrinho de pia’ foi D. Nuno Álvares Pereira. “Senhor de numerosas propriedades (…) mandou construir em 1448 o Solar dos Pinheiros, em Barcelos, onde viveu e viria a falecer em 1469”.
A Casa do Condestável “ter-se-á conservado na posse dos senhores do Solar dos Pinheiros, tendo saído desta família no século XVIII”, pois só a partir desse século o historiador encontra “notícias” do edifício.
A casa pertenceu, depois, à família Carneiro de Mendonça Lobo, que a alienou após o falecimento de Pedro Homem Carneiro de Barros Mendonça, em 1821, sem geração.
Até que por volta de 1860 é comprada ao reverendo António de Lima Miranda por Manuel José da Costa e Silva, em cuja família se mantém até 2020.
Haveria de transitar para a filha deste, Maria Luísa da Silva Matos, casada com Manuel de Freitas, então alferes em Lisboa.
Quando o militar faleceu, em 1938, a casa ficou em co-propriedade da viúva e dos nove filhos.
Em 1998 era propriedade de quatros irmãos Maria Adelaide, José Maria, Maria Helena e Armando da Silva Freitas, sendo que este último residia ali, solteiro.
Em 2020 a casa está desabitada e os proprietários pretendem vender por 1,2 milhões de euros.